# Mörttjärnen (Örträsks socken, Lappland)
Mörttjärnen är en sjö i Lycksele kommun i Lappland och ingår i Öreälvens huvudavrinningsområde. Sjön har en area på 0,0641 kvadratkilometer och ligger 189,2 meter över havet. Mörttjärnen ligger i Öreälven Natura 2000-område.

## Delavrinningsområde
Mörttjärnen ingår i det delavrinningsområde (711874-164982) som SMHI kallar för Mynnar i Mörtbäcken. Medelhöjden är 208 meter över havet och ytan är 3,11 kvadratkilometer. Det finns inga avrinningsområden uppströms utan avrinningsområdet är högsta punkten. Vattendraget som avvattnar avrinningsområdet har biflödesordning 3, vilket innebär att vattnet flödar genom totalt 3 vattendrag innan det når havet efter 120 kilometer. Avrinningsområdet består mestadels av skog (74 procent) och sankmarker (21 procent). Avrinningsområdet har 0,07 kvadratkilometer vattenytor vilket ger det en sjöprocent på 2,2 procent.